# 妄想代理人
『妄想代理人』（もうそうだいりにん、Paranoia Agent）は、マッドハウス製作の今敏によるテレビアニメ作品。全13話構成で2004年2月2日からWOWOWにて毎週月曜日24:05から24:35までスクランブル放送された。今敏が唯一手掛けたテレビアニメ作品である。

## あらすじ
疲れた現代社会を癒す人気マスコットキャラクター「マロミ」をデザインした鷺月子は心の闇を持っていた。そして、月子に感化された人々が次々に通り魔「少年バット」に襲われ、市井の人々を恐怖へと陥れていく。しかし、幾人も被害者が出て、多くの目撃者がいるにもかかわらず、少年バットは一向に捕まりそうになかった。
少年バット事件を担当する刑事の猪狩慶一と馬庭光弘は、捜査を進める中で、被害者の持つ不思議な共通項に辿り着く。

## 登場人物

### 主要人物
鷺 月子（さぎ つきこ）
声 - 能登麻美子
本作の主人公。22歳。M&F（エムアンドエフ）に勤務するアニメキャラデザイナーで、「マロミ」というキャラクターの作者。童顔が特徴。思わぬ成功と名声を得て、周囲の嫉妬と期待に押し潰されそうな生活を送っていた。「少年バット」による最初の被害者。
マロミ
声 - 桃井はるこ
月子が考案したキャラクター。物語の中で社会現象になるほどの人気を獲得する。
月子が所有する人形は彼女の前でのみ言葉を交わし、様々な助言を与える。月子が昔飼っていた犬と同じ名前を持つ。
猪狩 慶一（いかり けいいち）
声 - 飯塚昭三
少年バット事件を担当する刑事で巡査長（係長）。硬派な中年。48歳。
いわゆる昔ながらの刑事で、取り調べの際には手をあげたり恐喝じみた事も行っている。病弱ながらも心優しい妻の美佐江がいる。
少年バットの事件に翻弄されていき、狐塚誠の一件で職を追われ工事現場の警備員へ転職した後、少年バットの事件から手を引いた。

馬庭 光弘（まにわ みつひろ）
声 - 関俊彦
猪狩と供に事件を担当する刑事。29歳。今時な性格をした猪狩の相棒。
聖戦士に詳しく狐塚誠との会話が合う。猪狩と共に少年バット事件に翻弄されながらも、少年バットに立ち向かうが、狐塚誠の一件で職を追われる。無線マニアで、自宅の部屋には数台の無線が置かれており、退職後も無線で情報を集め少年バットを追い続けている。

謎の老人
声 - 槐柳二
病院に入院している総白髪の老人で、いつも一心に数式のようなものをアスファルトや壁に描き続けている。
第1話では式の解として510の数字を、第2話では同様に1の数字を、第3話では蝶の絵を書き残した。物語の重要な役割を担っており、毎回の夢告では、一見意味不明だが次回の話の内容を暗示しているともとれるセリフを語る。

謎の老婆
声 - 京田尚子
事件現場の近くでゴミを物色していたホームレス。月子が襲われた事件の重要参考人で、また目撃者でもある。事件直後から姿を消しており、月子の赤いバッグを所持している。
後に事件当時、月子は一人だったと猪狩達に証言する。

少年バット
声 - 阪口大助
謎の通り魔。金色のローラーブレードを履いて野球帽を被った小学5、6年生の少年で、くの字に折れ曲がった金属バットを片手にニヤニヤと笑いながら相手に襲いかかる。

### 少年バットによる被害者
川津 明雄（かわづ あきお）
声 - 内海賢二
第1話から登場。少年バットによる通り魔事件を追うルポライター（週間噂マガジン）の男性。37歳。
交通事故を起こし、後述する相手の老人の息子に入院費と慰謝料を払うのに切羽詰っていた。通り魔事件のことを嗅ぎ付け、最初の犠牲者となった月子を記事のネタとして付き纏うが、途中で少年バットに襲われ2人目の被害者となった。
鯛良 優一（たいら ゆういち）
声 - 山口眞弓
第2話から登場。事件発生現場の近くに住む小学生。11～12歳。武蔵野南小学校に通っている。
勉強、スポーツ、人気、全てにおいて完璧であり、何をやっても一番なことからクラスでは「イッチー」と呼ばれる人気者であった。児童会会長の選挙にも立候補し自らも当選確実だと思っていたが、その矢先に金色のローラーブレードや野球帽などの外見的特徴から少年バットの疑いをかけられたことで一転、いじめの対象にされてしまう。
牛山 尚吾（うしやま しょうご）
声 - 津村まこと
第2話から登場。武蔵野南小学校に通う生徒。12歳。いじめが理由で優一の通う小学校に転校してきた小学生。
前の学校のスクールカウンセラーに「何事にも積極的に挑戦する」ように言われたことから、児童会会長に立候補するなどしたことが功を奏し、「ウッシー」と呼ばれ人気者になる。
蝶野 晴美（ちょうの はるみ）
声 - 三石琴乃
第2話から登場。25歳。控えめで大人しい性格。眼鏡を掛けている。慈愛大学で笠秋彦の大学研究室の助手を務めながら、優一の家庭教師をしている（優一の事件後は見舞いをしている）。
二重人格であり、ホテトル嬢のもう一つの人格「まりあ」が存在する。まりあの時の記憶はなく留守番電話を介して会話をしている。秋彦にプロポーズを受け夫婦になるが、入籍はしていない。自身が二重人格を抱えていることや裏の顔を秋彦は知らないため、彼に正直に告白すべきかを悩んでいる。まりあとの争いの最中、少年バットに襲われ5人目の被害者となる。
まりあ
蝶野晴美のもう一つの人格であるホテトル嬢。
晴美の時の記憶はなく留守番電話を利用して会話をしている。晴美とは対照的に自由奔放で気性の激しい性格。濃い化粧に付け黒子やかつらを被ることが多く、眼鏡はかけない。また、服やカバンも晴美とは別のものを使う。

蛭川 雅美（ひるかわ まさみ）
声 - 中嶋聡彦
第3話から登場。どこか飄々とした中年の警察官（班長）。猪狩とは昔からの友人。まりあの常連客でもあり、まりあや他のホテトル嬢には必ず自分のことを「お父さん」と呼ばせている。
一見家族思いの男性だが、影では金を見返りに暴力団に情報を流したり、娘の妙子の部屋に隠しカメラを仕込み、着替えを盗撮していた。そのため、カメラの存在に気付いた妙子は家出してしまう。家族の為にマイホームを建てるのが夢だったが、真壁に脅され、資金集めのために覆面を被りひったくりを繰り返し、薬物にも手を出してしまう。少年バットによる6人目の被害者。
狐塚 誠 （こづか まこと）
声 - 阪口大助
第5話から登場。自分が聖戦士だと思い込む南中学の2年生。上歯に矯正器具をつけている。
少年バットによる8人目の被害者。
蛭川 妙子（ひるかわ たえこ）
声 - 水樹奈々
第6話から登場。蛭川の一人娘。
小さい頃から父を敬愛し慕っていたが、ふとしたことから父親の悪行を知り、父親と自身を嫌悪し家を飛び出す。その後も情緒不安定な状態が続き、台風の日に少年バットに襲われ記憶喪失になってしまう。少年バットによる7人目の被害者。

### その他の人物
第1話
亀井 正志（かめい まさし）
声 - 陶山章央
月子が少年バットに襲われた現場の近くに住むオタク。37歳。
フィギュア作りが得意。部屋にはたくさんの美少女フィギュアがあり、後にそのフィギュアが馬庭を事件解決へと導く手掛かりとなる。マロミに心酔しているような描写がある。まりあの客としても登場し、プレイの際にはベッドの周りにたくさんのフィギュアを置く。
3話、12話にも登場。
老人の息子
声 - 家中宏
事故を起こした川津を病院で激しく責め立て、治療費や慰謝料を要求する。
鳩村 真祐（はとむら まさひろ）
声 - 鈴木清信
月子の上司であるM&F（エムアンドエフ）の社員。34歳。仕草やしゃべり方はオネエそのものである。
月子をヨイショしながらも新作を納期までに間に合わせるべく発破をかけるが、一向に月子が新作を作らないことから彼自身も追い詰められていく。最後は月子を車で自宅に送り届けた直後に事故が起きて死亡した。
10話、11話、12話にも登場。
第2話
優一の母
声 - 紗ゆり
晴美を優一の家庭教師として自宅に招く。
担任の先生
声 - 金月真美
武蔵野南小学校の教員。優一と尚吾の担任。
事情聴取に来た猪狩と馬庭に、事件のせいでいじめを受けている優一のためにも事件の早急な解決を訴える。

第3話
笠 秋彦（かさ あきひこ）
声 - 小林俊夫
蝶野晴美の上司で慈愛大学の研究員。33歳。
助手の晴美にプロポーズして夫婦となったが、入籍はしていない。晴美の解離性同一性障害には気づいていない。結婚式を行わずに記念撮影で済ますなど、派手なことを好まず質素な暮らしを望む穏やかな男性。
13話にも登場し、マロミに心酔するようになる。
精神科医
声 - 仲野裕
蝶野晴美の主治医。
晴美がプロポーズを受けたことを聞き、相手に解離性同一障害を隠していくことは困難だと告げる。
ダブルリップのボーイ
声 - 大倉正章
まりあが務める風俗店「ダブルリップ」の店員。
劇中では姿は見せず、マリアに電話をかけてくる。非常に明るく軽い口調。

第4話
半田 順次（はんだ じゅんじ）
声 - 郷里大輔
蛭川から情報を得ているヤクザ。
蛭川からは金だけでなく、風俗遊びまでせがまれ辟易している様子。
真壁 俊介（まかべ しゅんすけ）
声 - 藤原啓治
半田が所属するグループの幹部。36歳。蛭川を脅して大金を巻き上げる。相手に一切容赦はしない残虐な性格。
13話にも登場。
司会者
声 - 渡部猛
劇中に登場する少年バットに関するニュース番組の司会者。
主人公 / ヒロイン
声 - 小山力也 / 川上とも子
劇中に登場する漫画「男道」の主人公とヒロイン。

第5話
主婦
声 - 西山久美、茶木珠美、小田切こずえ
少年バットの話をする主婦たち。

第6話
妙子の母
声 - 笠原留美
蛭川妙子の母で蛭川雅美の妻。台風の土砂崩れにより家が倒壊し、住む家を失ったことにより半狂乱になる。
柴崎 みどり（しばざき みどり）
声 - 不明
謎の老婆の孫娘。
ニュースNA
声 - 堀川仁
台風情報のニュースの声。
妙子をいじめる少年
声 - 細野雅世、林智子
小学生の頃に妙子をいじめた少年2人。暴言を浴びせていた。
妙子の友人
声 - 日笠山亜美、小平有希
妙子が家を出る以前に親友だった2人。

第7話
尚吾の母
映像のみ登場。
ニュースNA
声 - 林田尚親
狐塚誠自殺関連のニュースの声。
ウェイター
声 - 園部好德
馬庭の夢に登場したウェイター。
署員
声 - 小原雅一
声のみ登場。
刑事
声 - 亀井俊彦、吉田浩二
声のみ登場。

第8話
本編とは直接関係のない少年バットにまつわるサイドストーリー。
自殺志願者の三人が集団自殺を試みるがなかなかうまくいかない。そこに少年バットが現れる。
かもめ
声 - 冨永みーな
自殺志願者サイトの常連の一人。9歳。「かもめ」はハンドルネーム。
幼い子供で純粋無垢でわがまま。その上落ち着きがなく、常に元気で他の二人の調子を狂わす。
冬蜂
声 - 川久保潔
自殺志願者サイトの常連の一人。65歳。「冬蜂」はハンドルネーム。眼鏡をかけた老人。
なぜか千歳飴の袋を持ち歩いている。かもめはまだ幼いので、かもめを捲いてゼブラと二人だけで自殺を試みるがことごとく失敗する。
ゼブラ
声 - 松本保典
自殺志願者サイトの常連の一人。27歳。「ゼブラ」はハンドルネーム。大柄な青年。
ペンダントの写真から男性の恋人がいたことから同性愛者だと思われる。
FOX
自殺志願者サイトの常連の一人。
冬蜂とゼブラに自殺方法のアドバイスをしていた。後に、その正体が狐塚誠で、死ぬ前に世間に一泡吹かせようと吹聴していたことが明かされた。
男
声 - 藤井啓輔、早瀬俊行
電車の飛び込み自殺者と、少年バットの被害者。
女子高生
声 - 桃森すもも、秋葉好美、渡邉由紀、仲西環
彼女達が写真を撮っているところにかもめ達も混ざる。すると、かもめ達が既に幽霊になっているようなセリフがある。

第9話
鴨原を含む4人の主婦達が、少年バットにまつわる小話を披露していく番外編的なストーリー。
鴨原 美栄子（かもはら みえこ）
声 - 能登麻美子
引越して間もない新妻。30歳。大人しい性格で相手が強気に出ると引込み思案気味になる弱い一面がある。左目付近に泣きボクロがある。
夫は脚本家で、後に少年バットに襲われ被害者の一人となった。
主婦
声 - 京田尚子、山口眞弓、津村まこと
井戸端会議でご近所で聞いた少年バットの噂話をする。
しかし美栄子の話の内容があまりにも突拍子がないため「旦那さんは脚本家なのに」とダメ出しをする。

第10話
マロミのアニメ化作品「マロミまどろみ」の制作過程を描いたストーリー。
鳴り物入りで制作されることになった「マロミまどろみ」だが、そのスケジュールは切羽詰まりスタッフは皆追い込まれていた。そのさなか、制作スタッフは一人、また一人と少年バットの餌食となっていく。
本編中の表記から、脚本を担当したのは9話に登場した鴨原美栄子の夫だということがわかる。
少年
声 - くまいもとこ
「マロミまどろみ」の登場人物。ユニフォームを着た野球少年。
猿田 直行（さるた なおゆき）
声 - 吉野裕行
「マロミまどろみ」の制作進行。24歳。
非常に要領が悪く無能なので、よく織田や他のスタッフに激昂され恨みを買っている。しかしながら自分の非は一切認めず、反省をしないどころか彼らを逆恨みする。完成した「マロミまどろみ」のビデオテープをテレビ局へ運ぶ最中、眠気と少年バットの影に襲われ、現実と夢と妄想の狭間で揺れながら運転を続けた末に交通事故を引き起こした。
高峰 明弘（たかみね あきひろ）
声 - 広瀬正志
「マロミまどろみ」の音響監督。
声撮りの時点であまりに動画が完成しておらず、プロデューサーの平沼に苦言を呈する。
平沼 芳雄（ひらぬま よしお）
声 - 西村知道
「マロミまどろみ」のプロデューサー。制作スケジュールの遅れにより気苦労が絶えない。
龍田 慎一郎（たつた しんいちろう）
声 - 堀川仁
「マロミまどろみ」の撮影監督。
織田 伸長（おだ のぶなが）
声 - 中村大樹
「マロミまどろみ」の制作デスク。
スケジュールを取り仕切る仕事柄、劇中何度も猿田に激昂し「死んでくれ」とまで言い放つ。最終的に猿田にバットで殴られてビデオテープを奪われている。
鰐淵 良宏（わにぶち よしひろ）
声 - 江川央生
「マロミまどろみ」の演出。
鹿山 里子（しかやま さとこ）
声 - 松倉羽鶴
「マロミまどろみ」の色彩設計。制作現場では数少ない女性。
蟹江 瞳（かにえ ひとみ）
声 - 沢海陽子
「マロミまどろみ」の作画監督。
熊倉 武則（くまくら たけのり）
声 - 朝倉栄介
「マロミまどろみ」の美術監督。
猿田によって自分の仕事の成果を台無しにされ、号泣してしまう。
佐藤 道子（さとう みちこ）
声 - 沢海陽子
「マロミまどろみ」を放送するテレビ局NBN（NIPPON BROADCASTING NETWORK）の社員。

第11話
猪狩 美佐江（いかり みさえ）
声 - 小宮和枝
猪狩の妻。45歳。
生まれつき体が弱く、子供の頃から長くは生きられないと医者から言われてきた。また母体が出産に耐えられないため流産しており、子供はいない。医師から手術を進められているが、手術費用がないため通院を余儀なくしている。
自宅で少年バットに狙われるが、逆に彼を精神的に追い詰め、退けることができた。
献身的に夫を支える良妻であるが、雨が降る中布団を干す、風呂を空焚きする、なかなか家に戻れない夫の為に一週間前の夕飯を用意したまま待ち続けるなど、精神は破綻している。
最期は夫の妄想世界で彼に再会して別れを告げた後に息を引取るが、この行動により猪狩は正気を取り戻すこととなる。
犬飼 悟郎（いぬかい ごろう）
声 - 大竹宏
工事現場の警備員となった猪狩の同僚。51歳。
以前は窃盗の常習犯で、昔ながらの唐草模様の風呂敷を背負ってほっかむりをした泥棒であり、猪狩に逮捕されたこともある。現在では窃盗業から完全に足を洗い、出所して警備員として真面目に働いている。

第12話
月子の父
声 - 加藤精三
男手一つで月子を育てた。非常に厳格な性格で月子には恐れられていた。月子の過去の秘密を知る人物。
バーニーちゃん
声 - 渡辺明乃
亀井の部屋にあるフィギュアのひとつ。
馬庭の捜査に協力し、結果として彼を事件解決へのヒントに導く。

## スタッフ
- 原作・総監督 - 今敏
- シリーズ構成 - 水上清資
- キャラクターデザイン - 安藤雅司
- 色彩設計 - 橋本賢
- 撮影監督 - 須貝克俊
- 編集 - 瀬山武司
- 音響監督 - 三間雅文
- 音楽 - 平沢進
- プロデューサー - 鶴崎りか、宇田充、後藤秀樹、岩瀬安輝、長谷川徳司
- アニメーション制作 - マッドハウス
- 製作 - 「妄想代理人」製作委員会（アスミック・エース エンタテインメント、GENEON ENTERTAINMENT USA、東北新社、マッドハウス、WOWOW）

## 主題歌
オープニングテーマ「夢の島思念公園」
作詞・作曲・編曲 - 平沢進
- 同作のサウンドトラックに収録されたものとはアレンジ、ボーカルテイクなどが多少異なる。

エンディングテーマ「白ヶ丘-マロミのテーマ」
作曲・編曲 - 平沢進

## 各話リスト
※第8話から第10話は本筋とは交わらない少年バットにまつわるストーリーとなっている。
| 話数   | サブタイトル   | 脚本     | 絵コンテ            | 演出         | 作画監督                              | 美術監督 | 放送日        |
| ------ | -------------- | -------- | ------------------- | ------------ | ------------------------------------- | -------- | ------------- |
| 第1話  | 少年バット参上 | 水上清資 | 今敏                | 平尾隆之     | 鈴木美千代                            | 池信孝   | 2004年 2月2日 |
| 第2話  | 金の靴         | 水上清資 | 鰐淵良宏            | 遠藤卓司     | 鈴木美千代                            | 池信孝   | 2月9日        |
| 第3話  | ダブルリップ   | 水上清資 | 高橋敦史            | 遠藤卓司     | 赤堀重雄                              | 河野羚   | 2月16日       |
| 第4話  | 男道           | 水上清資 | 高橋敦史            | 高橋敦史     | 三原三千夫                            | 池信孝   | 2月23日       |
| 第5話  | 聖戦士         | 吉野智美 | 佐々木守 島崎奈々子 | 島崎奈々子   | 佐々木守                              | 猪田薫   | 3月8日        |
| 第6話  | 直撃の不安     | 水上清資 | 鶴岡耕次郎          | 鶴岡耕次郎   | 江口寿志                              | 猪田薫   | 3月15日       |
| 第7話  | MHz            | 水上清資 | 浜崎博嗣            | 浜崎博嗣     | 朝来昭子                              | 河野羚   | 3月22日       |
| 第8話  | 明るい家族計画 | 水上清資 | うつのみや理        | うつのみや理 | うつのみや理                          | 池信孝   | 4月5日        |
| 第9話  | IQ             | 水上清資 | 今敏 高橋敦史       | 高橋敦史     | 井上俊之 浜崎博嗣                     | 桐山成代 | 4月12日       |
| 第9話  | LDK            | 水上清資 | 今敏 高橋敦史       | 高橋敦史     | 板津匡覧                              | 岡田昌子 | 4月12日       |
| 第9話  | EBM            | 水上清資 | 今敏                | 遠藤卓司     | 川名久美子                            | 河野羚   | 4月12日       |
| 第9話  | OH             | 水上清資 | 今敏                | 鈴木美千代   | 鈴木美千代                            | 河野羚   | 4月12日       |
| 第9話  | HR             | 水上清資 | 三原三千夫          | 高橋敦史     | 三原三千夫                            | 池信孝   | 4月12日       |
| 第9話  | TKO            | 水上清資 | 今敏                | 遠藤卓司     | 井上俊之 鈴木美千代 濱洲英喜 羽山淳一 | 上原伸一 | 4月12日       |
| 第9話  | UMA            | 水上清資 | 高橋敦史            | 高橋敦史     | 安藤雅司                              | 河野羚   | 4月12日       |
| 第9話  | SOS            | 水上清資 | 高橋敦史            | 高橋敦史     | 三原三千夫                            | -        | 4月12日       |
| 第9話  | HH             | 水上清資 | 今敏                | 遠藤卓司     | 安藤雅司                              | 河野羚   | 4月12日       |
| 第9話  | ETC            | 水上清資 | りんたろう          | 遠藤卓司     | 板津匡覧                              | 池信孝   | 4月12日       |
| 第10話 | マロミまどろみ | 吉野智美 | 佐藤竜雄            | 遠藤卓司     | 阿部純子 安藤雅司 山田勝哉            | 河野羚   | 4月19日       |
| 第11話 | 進入禁止       | 水上清資 | 佐々木守 島崎奈々子 | 島崎奈々子   | 佐々木守                              | 池信孝   | 4月26日       |
| 第12話 | レーダーマン   | 水上清資 | 高橋敦史            | 高橋敦史     | 三原三千夫                            | 池信孝   | 5月10日       |
| 第13話 | 最終回。       | 水上清資 | 今敏                | 遠藤卓司     | 鈴木美千代                            | 池信孝   | 5月17日       |

## その他
- 2006年10月21日にTOHOシネマズ 六本木ヒルズ スクリーン1にて、全13話を翌朝まで一挙上映（途中に3回の休憩をはさむ）。第19回東京国際映画祭の特集上映であるアニメ上映企画 「animecs TIFF 2006」の一環で行われた、今の特集によるものである。なお、この特集で『パプリカ』の日本初上映が行われた。
- 本作のオープニングで「キャラクターたちが皆笑っている」のは、その不気味さからと「笑っている」という芝居はリピートが利くので、原画の手間も一気にダウンサイズ出来るという目論見からであった。[1]